# غريس قرة
غريس قرة (بالإنجليزية: Grace Rasmussen)‏ هي لاعبة كرة الشبكة نيوزيلندية، ولدت في 18 مارس 1988 في أوكلاند في نيوزيلندا.

## روابط خارجية
- غريس قرة على موقع اللجنة الأولمبية النيوزيلندية (الإنجليزية)
- غريس قرة على موقع اتحاد ألعاب الكومنولث (مؤرشف) (الإنجليزية)